# Pluto's Christmas Tree
Pluto's Christmas Tree (prt: A Árvore de Natal do Pluto) é um curta-metragem estadunidense de animação, lançado em 1952 e produzido pela Walt Disney Productions. Foi a 125.ª produção da série de filmes do Mickey Mouse, é um dos poucos curtas da Walt Disney Productions, dirigidos por Jack Hannah em que Pato Donald não é protagonista.

## Elenco
- Jimmy MacDonald as Mickey Mouse/Tico
- Pinto Colvig como Pluto/Pateta
- Ruth Clifford como Minnie Mouse
- Clarence Nash como Pato Donald
- Dessie Miller como Teco[5]